# Сюньсянь
Сюньсянь (спрощ.: 浚县; піньїнь: Xùn xiàn) — повіт міського округу Хебі, що в китайській провінції Хенань.

## Адміністративний поділ
Повіт поділяється на 4 вуличних комітети, 5 селищ і 2 волості.